# Campeonato de España de Bolo Palma
El Campeonato de España de Bolo Palma es una competición de esta modalidad de bolos que se celebra anualmente y que está dividido en varias categorías, según la edad y las categorías participantes.

## Historia
El campeonato de España de bolo palma se viene celebrando desde 1920 en su versión individual y desde 1960 por parejas. Desde entonces el jugador que más títulos ha acumulado ha sido Tete Rodríguez con 11 campeonatos individuales y 16 títulos por parejas. En la época reciente Jesús Salmón ha ganado 4 títulos individuales y 5 por parejas. En el año 2006, el vencedor fue Óscar González en la que se denominó la "mejor final de todos los tiempos". En 2007, González se podía convertir en el primer jugador de bolos en ganar en dos años consecutivos el Campeonato de Cantabria de Bolo Palma y el Campeonato de España de Bolo Palma pero fue eliminado prematuramente, adjudicándose finalmente el triunfo Ángel Lavín.
En 2009, en su LXVIII edición, se jugó en Torrelavega por vigesimosexta vez en la historia. Óscar González, de la Peña Bolística Maliaño Puertas Roper, se llevó la victoria final totalizando 707 bolos. Para González fue su tercera victoria, después de las logradas en 2006 y 2008, logrando su segundo título consecutivo. Por parejas se celebró su XLVIII edición, se jugó en Panes por tercera vez en la historia. Jesús Salmón y Óscar González, de la Peña Bolística Maliaño Puertas Roper, se llevaron la victoria final totalizando 1356 bolos. Para la pareja fue su segunda victoria, después de la lograda el año anterior.
El lugar más utilizado para celebrar los títulos nacionales han sido comúnmente en la comunidad autónoma de Cantabria como lo atestiguan las 28 ocasiones en las que se ha celebrado en la capital cántabra, así como las 30 ocasiones en las que se ha celebrado en Torrelavega. Aparte de Cantabria, también se ha utilizado como sede a ciudades como Madrid, Barcelona o Cádiz aunque el siguiente destino suele ser Asturias.
Entre 1980 y 1986 también se celebró el campeonato de España de Clubs, siendo la peña Construcciones Rotella de Torrelavega la que se hizo con un mayor número de triunfos.

## Palmarés

### Individual
| N.º     | Año  | Sede               | Ganador                  | Bolos        |
| ------- | ---- | ------------------ | ------------------------ | ------------ |
| I       | 1920 | Torrelavega        | Federico Mallavia        | -            |
| II      | 1921 | Torrelavega        | Federico Mallavia        | -            |
| III     | 1941 | Madrid             | Joaquín Salas            | 544          |
| IV      | 1942 | Santander          | Manuel Gándara           | 596          |
| V       | 1943 | Santander          | Joaquín Salas            | 593          |
| VI      | 1944 | Madrid             | Ángel Maza               | 527          |
| VII     | 1945 | Sevilla            | Rogelio González         | 542          |
| VIII    | 1946 | Gijón              | Luciano Ruiz             | 530          |
| IX      | 1948 | Santander          | Modesto Cabello          | 637          |
| X       | 1949 | Torrelavega        | Rogelio González         | 646          |
| XI      | 1950 | Santander          | Ramiro González          | 643          |
| XII     | 1951 | Barcelona          | Ramiro González          | 648          |
| XIII    | 1952 | Cádiz              | Joaquín Salas            | 618          |
| XIV     | 1953 | Santander          | Ramiro González          | 620          |
| XV      | 1954 | Llanes             | Ramiro González          | 637          |
| XVI     | 1955 | Torrelavega        | Ramiro González          | 638          |
| XVII    | 1956 | Torrelavega        | Joaquín Salas            | 631          |
| XVIII   | 1957 | Barcelona          | Modesto Cabello          | 594          |
| XIX     | 1958 | Barreda            | Joaquín Salas            | 590          |
| XX      | 1959 | Torrelavega        | Modesto Cabello          | 600          |
| XXI     | 1960 | Santander          | Joaquín Salas            | 633          |
| XXII    | 1961 | Madrid             | Joaquín Salas            | 571          |
| XXIII   | 1962 | Reinosa            | Joaquín Salas            | 615          |
| XXIV    | 1963 | Potes              | Joaquín Salas            | 618          |
| XXV     | 1964 | Barreda            | Fidel Linares            | 587          |
| XXVI    | 1965 | Torrelavega        | Fidel Linares            | 620          |
| XXVII   | 1966 | Santander          | Benito Fernández E.      | 621          |
| XXVIII  | 1967 | Cádiz              | Joaquín Salas            | 634          |
| XXIX    | 1968 | Santillana del Mar | Modesto Cabello          | 607          |
| XXX     | 1969 | Torrelavega        | Lucas Arenal             | 645          |
| XXXI    | 1970 | Noriega            | Fidel Linares            | 615          |
| XXXII   | 1971 | Ontoria            | Benito Fernández         | 596          |
| XXXIII  | 1972 | Torrelavega        | Lucas Arenal             | 641          |
| XXXIV   | 1973 | Santander          | Tete Rodríguez           | 635          |
| XXXV    | 1974 | Ontoria            | Lucas Arenal             | 632          |
| XXXVI   | 1975 | Noriega            | Santos F. Ruiz           | 614          |
| XXXVII  | 1976 | Nueva Montaña      | Lucas Arenal             | 619          |
| XXXVIII | 1977 | Santander          | Lucas Arenal             | 652          |
| XXXIX   | 1978 | Santander          | Tete Rodríguez           | 651          |
| XL      | 1979 | Helguera           | Miguel García            | 644          |
| XLI     | 1980 | Torrelavega        | Tete Rodríguez           | 652          |
| XLII    | 1981 | Santander          | Tete Rodríguez           | 681          |
| XLIII   | 1982 | Villacarriedo      | Miguel A. Castanedo      | 648          |
| XLIV    | 1983 | Torrelavega        | Manuel Domínguez H.      | 641          |
| XLV     | 1984 | Torrelavega        | Tete Rodríguez           | 651          |
| XLVI    | 1985 | Potes              | Rafael Fuentevilla       | 650          |
| XLVII   | 1986 | Torrelavega        | Tete Rodríguez           | 690          |
| XLVIII  | 1987 | Torrelavega        | Tete Rodríguez           | 666          |
| IL      | 1988 | Santander          | Rafael Fuentevilla       | 653          |
| L       | 1989 | Revilla (Camargo)  | Tete Rodríguez           | 663          |
| LI      | 1990 | Torrelavega        | Santos F. Ruiz           | 630          |
| LII     | 1991 | Torrelavega        | Tete Rodríguez           | 645          |
| LIII    | 1992 | Torrelavega        | Tete Rodríguez           | 636          |
| LIV     | 1993 | Torrelavega        | Jesús Salmón             | 671          |
| LV      | 1994 | Santander          | Rubén Haya               | 653          |
| LVI     | 1995 | Torrelavega        | Tete Rodríguez           | 668          |
| LVII    | 1996 | Santander          | Rubén Rodríguez          | 662          |
| LVIII   | 1997 | Torrelavega        | Jesús Salmón             | 656          |
| LIX     | 1998 | Santander          | Emilio Antonio Rodríguez | 676          |
| LX      | 1999 | Torrelavega        | Rubén Rodríguez          | 652          |
| LXI     | 2000 | Santander          | Rubén Haya               | 662          |
| LXII    | 2001 | Torrelavega        | Jesús Salmón             | 695          |
| LXIII   | 2002 | Santander          | Raúl de Juana            | 689          |
| LXIV    | 2003 | Torrelavega        | Rubén Haya               | 669          |
| LXV     | 2004 | Santander          | Emilio Antonio Rodríguez | 653          |
| LXVI    | 2005 | Santander          | Jesús Salmón             | 710          |
| LXVII   | 2006 | Torrelavega        | Óscar González Echevert  | 695          |
| LXVI    | 2007 | Santander          | Ángel Lavín              | 643          |
| LXVII   | 2008 | Torrelavega        | Óscar González           | 717          |
| LXVIII  | 2009 | Torrelavega        | Óscar González           | 707          |
| LXIX    | 2010 | Torrelavega        | Carlos Gandarillas       | 583          |
| LXX     | 2011 | Torrelavega        | David Gandarillas        | 649          |
| LXXI    | 2012 | Torrelavega        | Jesús Salmón             | 675          |
| LXXII   | 2013 | Treceño            | José M. Lavid            | 658          |
| LXXIII  | 2014 | Revilla de Camargo | Óscar González           | 698          |
| LXXIV   | 2015 | Torrelavega        | José M. Lavid            | 677          |
| LXXV    | 2016 | Santander          | Rubén Haya               | 688          |
| LXXVI   | 2017 | Treceño            | Jesús Salmón             | 667          |
| LXXVII  | 2018 | Torrelavega        | Óscar González           | 735          |
| LXXVIII | 2019 | Santander          | Víctor González          | 755 (Récord) |
| LXXIX   | 2020 | Torrelavega        | Óscar González           | 726          |

### Por parejas
| N.º     | Año  | Sede                   | Ganador                                                      | Bolos | Observaciones              |
| ------- | ---- | ---------------------- | ------------------------------------------------------------ | ----- | -------------------------- |
| I       | 1960 | Santander              | Ramiro González - M. Escalante                               | 940   |                            |
| -       | 1961 | -                      | -                                                            | -     | No se jugó                 |
| -       | 1962 | -                      | -                                                            | -     | No se jugó                 |
| II      | 1963 | Torrelavega            | V. Quintana - José A. Sáiz                                   | 893   |                            |
| III     | 1964 | Los Corrales de Buelna | J. Salas - M. Cabello                                        | 966   |                            |
| IV      | 1965 | Santander              | J. Salas - M. Cabello                                        | 1.020 |                            |
| V       | 1966 | Santander              | J. Alonso - V. Quintana                                      | 909   |                            |
| VI      | 1967 | Cádiz                  | J. Alonso - V. Quintana                                      | 1.157 |                            |
| VII     | 1968 | Santillana del Mar     | J. Salas - M. Cabello                                        | 1.193 |                            |
| VIII    | 1969 | Torrelavega            | J. Alonso - V. Quintana                                      | 1.241 |                            |
| IX      | 1970 | Noriega                | Calitxo G. - M. Sousa                                        | 1.195 |                            |
| X       | 1971 | Ontoria                | J. Salas - M. Cabello                                        | 1.211 |                            |
| XI      | 1972 | Torrelavega            | J. Salas - M. Cabello                                        | 1.222 |                            |
| XII     | 1973 | Santander              | F. Linares - J.J. Ingelmo (Torrelavega)                      | 1.270 |                            |
| XIII    | 1974 | Ontoria                | F. Linares - J. J. Ingelmo (Torrelavega)                     | 1.234 |                            |
| XIV     | 1975 | Noriega                | F. Linares - J.J. Ingelmo (Torrelavega)                      | 1.240 |                            |
| XV      | 1976 | Nueva Montaña          | F. Linares - L. Arenal (Comillas)                            | 1.256 |                            |
| XVI     | 1977 | Santander              | Tete Rodríguez - Calixto G. (Textil Santanderina)            | 1.265 |                            |
| XVII    | 1978 | Santander              | F. Linares - L. Arenal (Comillas)                            | 1.235 |                            |
| XVIII   | 1979 | Helguera               | Tete Rodríguez - Calixto G. (Textil Santanderina)            | 1.277 |                            |
| XIX     | 1980 | Torrelavega            | Calixto G. - R. Marcos (T. Mallavia)                         | 1.267 |                            |
| XX      | 1981 | Torrelavega            | Calixto G. - R. Marcos (T. Mallavia)                         | 1.239 |                            |
| XXI     | 1982 | Sarón                  | Tete Rodríguez - R. Fuentevilla (Construcciones Rotella)     | 1.374 |                            |
| XXII    | 1983 | Santander              | Tete Rodríguez - R. Fuentevilla (Construcciones Rotella)     | 1.326 |                            |
| XXIII   | 1984 | Pontejos               | Tete Rodríguez - R. Fuentevilla (Construcciones Rotella)     | 1.246 |                            |
| XXIV    | 1985 | Pontejos               | Tete Rodríguez - R. Fuentevilla (Construcciones Rotella)     | 1.253 |                            |
| XXV     | 1986 | Maliaño                | Santos F. Ruiz - Miguel G.                                   | 1.227 |                            |
| XXVI    | 1987 | Maliaño                | F. Linares - L. Arenal                                       | 1.257 |                            |
| XXVII   | 1988 | Villacarriedo          | Tete Rodríguez - J.J. Ingelmo                                | 1.251 |                            |
| XXVIII  | 1989 | Cudón                  | Tete Rodríguez - J.J. Ingelmo                                | 1.216 |                            |
| XXIX    | 1990 | Reinosa                | Mallavia - Ortiz                                             | 1.295 |                            |
| XXX     | 1991 | Pancar                 | Tete Rodríguez - J.J. Ingelmo                                | 1.303 |                            |
| XXXI    | 1992 | Oruña                  | Tete Rodríguez - J.J. Ingelmo                                | 1.310 |                            |
| XXXII   | 1993 | Requejada              | Tete Rodríguez - J.J. Ingelmo                                | 1.251 |                            |
| XXXIII  | 1994 | Torrelavega            | Tete Rodríguez - J.J. Ingelmo (Construcciones Rotella)       | 1.296 |                            |
| XXXIV   | 1995 | Panes                  | Tete Rodríguez - J.J. Ingelmo (Construcciones Rotella)       | 1.391 | Récord                     |
| XXXV    | 1996 | Bielva                 | J.J. Salmón - Agustín Fernández (Construcciones Rotella)     | 1.306 |                            |
| XXXVI   | 1997 | Sobarzo                | Tete Rodríguez - Raúl de Juana (Puertas Roper)               | 1.325 |                            |
| XXXVII  | 1998 | Los Corrales de Buelna | Tete Rodríguez - Raúl de Juana (Puertas Roper)               | 1.298 |                            |
| XXXVIII | 1999 | Renedo                 | Raúl de Juana - Alfonso D. (Hnos. Borbolla)                  | 1.341 |                            |
| XIL     | 2000 | Noja                   | R. Haya - J. L. Mallavia (Puertas Roper)                     | 1.229 |                            |
| XL      | 2001 | Santander              | J.J. Salmón - Rubén Rguez. (Puertas Roper)                   | 1.317 |                            |
| XLI     | 2002 | Los Corrales de Buelna | R. Haya - Rubén Rguez. (Puertas Roper)                       | 1.297 |                            |
| XLII    | 2003 | Sobarzo                | R. Haya - Rubén Rguez. (Puertas Roper)                       | 1.358 |                            |
| XLIII   | 2004 | Madrid                 | J. J. Salmón - Raúl de Juana (Hnos. Borbolla)                | 1.319 |                            |
| XLIV    | 2005 | Panes                  | J. J. Salmón - Raúl de Juana (Hnos. Borbolla)                | 1.312 |                            |
| XLV     | 2006 | La Cavada              | J. J. Salmón - Raúl de Juana (Puertas Roper)                 | 1.334 |                            |
| XLVI    | 2007 | Noja                   | Tete Rodríguez - Óscar González (Puertas Roper)              | 1.334 |                            |
| XLVII   | 2008 | La Cavada              | J. J. Salmón - Óscar González (Puertas Roper)                | 1.334 |                            |
| XLVIII  | 2009 | Panes                  | J. J. Salmón - Óscar González (Puertas Roper)                | 1.356 |                            |
| XLIX    | 2010 | Santander              | C.M. Gandarillas - J.C. Alonso (Cantabria)                   | 1.049 | desde este año a 4 vueltas |
| L       | 2011 | Santander              | J.J.Salmón-Rubén Rodríguez (Hnos.Borbolla Villa de Noja)     | 1.074 |                            |
| LI      | 2012 | Torrelavega            | J.J.Salmón-Gabriel Cagigas (Hnos. Borbolla Villa de Noja)    | 1.111 |                            |
| LII     | 2013 | Valdáliga              | David Penagos-Ignacio Migoya (Casa Sampedro)                 | 1.036 |                            |
| LIII    | 2014 | Revilla de Camargo     | J.J.Salmón-Rubén Rodríguez (Hnos. Borbolla Villa de Noja)    | 1.097 |                            |
| LIV     | 2015 | Torrelavega            | J.J.Salmón-Óscar González (Hnos.Borbolla Villa de Noja)      | 1.107 |                            |
| LV      | 2016 | Santander              | Rubén Haya-Carlos A. García (Puertas Roper)                  | 1.121 |                            |
| LVI     | 2017 | Valdáliga              | J.J.Salmón-Óscar González (Hnos. Borbolla Villa de Noja)     | 1.052 |                            |
| LVII    | 2018 | Torrelavega            | Rubén Rodríguez-Víctor González (Peñacastillo Anievas Mayba) | 1.123 | R 4 vueltas                |
| LVIII   | 2019 | Santander              | Óscar González-José M. Lavid (Hnos. Borbolla Villa de Noja)  | 1.106 |                            |
| LIX     | 2020 | Los Corrales de Buelna | 26-09-2020                                                   |       |                            |

### Juvenil
| N.º     | Año  | Sede                         | Oro                    | Bolos | Plata               | Bolos | Bronce              | Bolos | Observaciones |
| ------- | ---- | ---------------------------- | ---------------------- | ----- | ------------------- | ----- | ------------------- | ----- | --- |
| I       | 1962 | Selaya                       | J. García              | 452   | E. Murillo          | 429   | V. Lanza            | 330   | 4 concursos. Media campeón: 113                                                                                               |
| II      | 1963 | Soto de la Marina            | J.L. Alonso            | 444   | R. Fuentevilla      | 441   | J. M. Berrio        | 312   | 4 concursos. Media más baja de un campeón: 111                                                                                |
| III     | 1964 | Llanes                       | A. Mallavia            | 459   | P. Sánchez          | 397   |                     |       | 4 concursos. Media campeón: 114,75. Media más baja de un segundo: 99.25                                                       |
| IV      | 1965 | Panes                        | R. Fuentevilla         | 457   | A. Mallavia         | 456   |                     |       | 4 concursos. |
| V       | 1966 | Noriega                      | Ginés Higuera          | 468   | J. Braun            | 459   |                     |       | 4 concursos. Media campeón 117                                                                                                |
| VI      | 1967 | Cue-Llanes                   | Tete Rodríguez         | 572   | J. Braun            | 518   |                     |       | 5 concursos |
| VII     | 1968 | Madrid                       | A. Herranz             | 544   | Clemente Ceballos   | 509   |                     |       | 5 concursos. |
| VIII    | 1969 | Santander                    | Fco. Cuétara           | 571   | J.A. González B.    | 557   | C. Ceballos         | 436   | 5 concursos. Tiros de 14 y 15 m Birle 12,65 m                                                                                 |
| IX      | 1970 | Villanueva de la Peña        | J.A. González B.       | 583   | Fco. Cuetara        | 573   | E. Pereda           | 442   | 5 concursos |
| X       | 1971 | Portugalete                  | R. A. González         | 532   | A. Miera            | 511   |                     |       | 5 concursos |
| XI      | 1972 | Santander                    | Joaquín Salas          | 541   | José T. Cuevas      | 518   | Andrés Saiz         | 418   | 5 concursos |
| XII     | 1973 | Santander                    | Jose Álvarez           | 580   | Secundino Gómez     | 550   | Florentino Díaz     | 434   | 5 concursos. |
| XIII    | 1974 | Torrelavega                  | Florentino Díaz        | 603   | Jose Álvarez        | 589   | Juan C. Alonso      | 469   | 5 concursos. Media campeón: 120,6                                                                                             |
| XIV     | 1975 | Tanos                        | Florentino Díaz        | 585   | Jose Álvarez        | 567   | Miguel A. Franco    | 465   | 5 concursos |
| XV      | 1976 | Torrelavega                  | Fernando Cuétara       | 639   | M.A. Franco         | 579   | J. A González       | 452   | 5 concursos. Media campeón: 127,8                                                                                             |
| XVI     | 1977 | LLanes-Ontoria               | Fernando Cuétara       | 616   | Agustín Fernández   | 595   | Juan C. Villalba    | 469   | 5 concursos |
| XVII    | 1978 | Helguera                     | José M. Ortiz          | 605   | Agustín Fernández   | 592   | Juan I. Fernández   | 462   | 5 concursos |
| XVIII   | 1979 | Torrelavega                  | Agustín Fernández      | 592   | Paulino Pinta       | 588   | José M. Ortiz       | 468   | 5 concursos |
| XIX     | 1980 | Cabezón de la Sal            | Paulino Pinta          | 624   | Aurelio Canales     | 618   | Juan A. Torre       | 462   | 5 concursos |
| XX      | 1981 | Torrelavega                  | Rodrigo Nuñez          | 592   | Emilio García       | 553   | Ángel González      | 441   | 5 concursos. Fco Salmón quedó cuarto con los mismos bolos que Ángel González y mayor bolada (130 vs. 119)                     |
| XXI     | 1982 | LLanes                       | Rodrigo Nuñez          | 639   | Emilio García       | 609   | Gonzalo Soberón     | 454   | 5 concursos. |
| XXII    | 1983 | Bilbao                       | Alfonso González       | 637   | Juan M. Camus       | 607   |                     |       | 5 concursos |
| XXIII   | 1984 | Sarón                        | Alfonso González       | 646   | Tomas Noriega       | 574   | Ángel Aguazo        | 460   | 5 concursos. Media campeón: 129,2                                                                                             |
| XXIV    | 1985 | Ontoria                      | Alfonso González       | 677   | José L. Mallavia    | 628   | Tomás Ochoa         | 476   | 5 concursos. Media campeón: 135,7                                                                                             |
| XXV     | 1986 | Noriega                      | José L. Mallavia       | 620   | Raúl de Juana       | 596   | Fco. J. Barquín     | 471   | 5 concursos |
| XXVI    | 1987 | Villacarriedo                | Rafaél Marcos          | 649   | José L. Mallavia    | 647   | Raúl de Juana       | 508   | 5 concursos |
| XXVII   | 1988 | Santander                    | Víctor M. López        | 591   | José Díaz López     | 591   | Francisco Mier      | 463   | 5 concursos. Empate en 5 concursos en el primer puesto: José Díaz realizó mayor bolada que Víctor López (130 vs. 129)         |
| XXVIII  | 1989 | Colombres                    | Apolinar Rebolledo     | 635   | Pedro Ruíz          | 599   | Daniél Sainz        | 475   | 5 concursos |
| XXIX    | 1990 | Sobarzo                      | Benito Fernández       | 601   | Juan A. Susinos     | 563   | José L. Martín      | 462   | 5 concursos |
| XXX     | 1991 | Santander                    | Francisco M. del Campo | 653   | José A. García      | 636   | Gustavo Gutiérrez   | 499   | 5 concursos. Jesús Salmón quedó cuarto empatado a 499, teniendo Salmón la mayor bolada (133 vs. 131)                          |
| XXXI    | 1992 | Oruña                        | Rubén Haya             | 684   | Jesús Salmón        | 670   | Gustavo Gutiérrez   | 496   | 5 concursos. Media campeón: 136,8                                                                                             |
| XXXII   | 1993 | Sobarzo                      | Rubén Haya             | 670   | Ignacio Castillo    | 625   | Emilio A. Rodríguez | 489   | 5 concursos |
| XXXIII  | 1994 | Oruña                        | Emilio A. Rodríguez    | 629   | Rubén Rodríguez     | 594   | Eusebio Iturbe      | 476   | 5 concursos |
| XXXIV   | 1995 | Torrelavega                  | Oscar González         | 673   | Rubén Rodríguez     | 647   | Alfonso Díaz        | 482   | 5 concursos |
| XXXV    | 1996 | Suances                      | Pedro M. Blanco        | 599   | Ignacio Migoya      | 588   | Oscar Bedia         | 473   | 5 concursos |
| XXXVI   | 1997 | Noja                         | Ángel Castillo         | 610   | Ramón Pelayo        | 547   | Ignacio Migoya      | 462   | 5 concursos |
| XXXVII  | 1998 | Roiz                         | Isaac López            | 630   | José M. Lavid       | 592   | Sergio García       | 456   | 5 concursos |
| XXXVIII | 1999 | Oruña                        | Fco. Javier Puente     | 624   | Sergio Vázquez      | 570   | Noel Gómez          | 458   | 5 concursos |
| XIL     | 2000 | Santander                    | Gonzalo Egusquiza      | 606   | Rubén Samperio      | 595   | Julián Crespo       | 454   | 5 concursos |
| XL      | 2001 | Maoño                        | Rubén Samperio         | 611   | Juan J. González A. | 589   | Francisco Rucandio  | 449   | 5 concursos |
| XLI     | 2002 | Santander                    | David Cecín            | 622   | Francisco Rucandio  | 611   | Miguel Guardo       | 492   | 5 concursos |
| XLII    | 2003 | Maoño                        | David Cecín            | 588   | José Luis Rivero    | 569   | Antonio Ruíz        | 456   | 5 concursos |
| XLIII   | 2004 | Molledo                      | Jaime Ríos             | 637   | Federico Díaz       | 596   | Mario Ríos          | 475   | 5 concursos |
| XLIV    | 2005 | Escalante                    | M. Domínguez C.        | 618   | Jaime Ríos          | 609   | Manuel A. Sainz     | 477   | 5 concursos |
| XLV     | 2006 | Sarón                        | Antonio Saiz P.        | 648   | David Gandarillas   | 613   | Oscar Salmón        | 486   | 5 concursos |
| XLVI    | 2007 | Guarnizo                     | Antonio Saiz P.        | 634   | Jonathan García     | 607   | Luis A. Pascua      | 492   | 5 concursos |
| XLVII   | 2008 | Vargas                       | Pablo Lavín            | 610   | Luis A. Pascua      | 594   | Javier González     | 469   | 5 concursos |
| XLVIII  | 2009 | Mazcuerras                   | Mario Pinta            | 616   | José C. Alonso      | 589   | Ángel Velasco       | 467   | 5 concursos |
| XLIX    | 2010 | Borleña                      | José Carlos Alonso     | 618   | Germán Quintana     | 577   | Jairo carrascal     | 412   | 5 concursos. Participaron 5 jugadores.                                                                                        |
| L       | 2012 | Arce                         | Pablo Solana           | 576   | Adrián Díaz         | 557   | Ismael Mulet        | 418   | 5 concursos. Participaron 5 jugadores.                                                                                        |
| LI      | 2013 | Madrid                       | Mario González         | 592   | L.G. Sainz          | 589   | Adrián Díaz         | 480   | 5 concursos. Participaron 7 jugadores                                                                                         |
| LII     | 2014 | Selaya                       | Jairo Arozamena        | 632   | J.A. Paz            | 547   | David Rojo          | 420   | 5 concursos. Mayor diferencia entre primero y segundo: 85 bolos                                                               |
| LIII    | 2015 | Santander                    | Álvaro Cuellos         | 600   | David Rojo          | 571   | Raúl Díaz           | 472   | 5 concursos |
| LIV     | 2016 | Santander Peñacastillo/Roper | J.M. González          | 740   | Luis Vallines       | 657   | Javier del Rivero   | 520   | 5 concursos. Media campeón: 148. Récord primer puesto. Récord segundo puesto (media 131.4). Récord tercer puesto (media: 130) |
| LV      | 2017 | Solares                      | J.M. González          | 671   | Javier Cacicedo     | 632   | Luis Vallines       | 504   | 5 concursos |
| LVI     | 2018 | Santander Peñacastillo/Roper | Javier Cacicedo        | 640   | Adrián Vélez        | 608   | Pablo Sañudo        | 468   | 5 concursos |

Interautonómico Juvenil
| N.º | Año  | Sede      | Oro             | Bolos | Plata       | Bolos | Bronce          | Bolos | Observaciones |
| --- | ---- | --------- | --------------- | ----- | ----------- | ----- | --------------- | ----- | --- |
|     | 2010 | Santander | G. Gagigas      | 649   | Mario Pinta | 607   | Pablo Fernández | 481   | 5 concursos. Interautonómico. |
|     | 2011 | Arce      | G. Gagigas      | 698   | V. González | 677   | Héctor Salmón   | 518   | 5 concursos. Interautonómico. Media campeón: 139.6. Récord primer puesto. Récord segundo puesto (media: 135,4). Récord tercer puesto (media 129.5). No se disputó campeonato de España |
|     | 2012 | Carandía  | V. González     | 619   | L.G. Sainz  | 597   | J.A. Castañeda  | 461   | 5 concursos. Interautonómico |
|     | 2013 | Pámanes   | Jairo Arozamena | 611   | A. Pascua   | 590   | L.G. Sainz      | 480   | 5 concursos. Interautonómico |

### Cadete
| N.º    | Año  | Sede                  | Oro                  | Bolos | Plata                  | Bolos | Bronce              | Bolos | Observaciones                                                                                       |
| ------ | ---- | --------------------- | -------------------- | ----- | ---------------------- | ----- | ------------------- | ----- | --------------------------------------------------------------------------------------------------- |
| I      | 1989 | Santander             | José A. García       | 622   | Francisco M. del Campo | 602   | Gustavo Gutiérrez   | 457   | 5 concursos. Media campeón 124.4.                                                                   |
| II     | 1990 | La Concha Villaescusa | Jesús Salmón         | 648   | Rubén Haya             | 621   | Víctor Cagigas      | 477   | 5 concursos. Media campeón 129.6                                                                    |
| III    | 1991 | Santander             | Eusebio Iturbe       | 702   | Rubén Haya             | 673   | Víctor Cagigas      | 504   | 5 concursos. Media campeón 140.2. Récord media subcampeón 134.6.                                    |
| IV     | 1992 | La Borbolla. Asturias | Eusebio Iturbe       | 665   | Rubén Rodríguez        | 622   | Alberto López       | 505   | 5 concursos.                                                                                        |
| V      | 1993 | Oruña                 | Alberto Portilla     | 679   | Rubén Rodríguez        | 658   | Jesús A. Gonzalo    | 517   | 5 concursos                                                                                         |
| VI     | 1994 | Pancar                | Juan A. González     | 642   | Oscar González         | 628   | Rodrigo Núñez       | 497   | 5 concursos                                                                                         |
| VII    | 1995 | Santander             | Ángel Castillo       | 658   | Ignacio Migoya         | 637   | Isaac López         | 501   | 5 concursos                                                                                         |
| VIII   | 1996 | Sobarzo               | Joaquín Salas        | 627   | Fermín Martínez        | 589   | Francisco J. Puente | 468   | 5 concursos                                                                                         |
| IX     | 1997 | Oreña                 | Joaquín Salas        | 631   | Jorge González         | 622   | Fernando Ocejo      | 507   | 5 concursos                                                                                         |
| X      | 1998 | Quijas                | Juan J. González     | 638   | David Cianca           | 629   | Sergio Vázquez      | 477   | 5 concursos                                                                                         |
| XI     | 1999 | Vispieres             | Gonzalo Egusquiza    | 623   | David Penagos          | 616   | Julián Crespo       | 487   | 5 concursos                                                                                         |
| XII    | 2000 | Maoño                 | David Cecn           | 662   | Miguel Guardo          | 627   | Manuel Trapaga      | 482   | 5 concursos                                                                                         |
| XIII   | 2001 | La Cavada             | José L. Rivero       | 651   | David Cecin            | 648   | Javier Miranda      | 500   | 5 concursos                                                                                         |
| XIV    | 2002 | Maoño                 | Jaime Ríos           | 650   | César Colsa            | 603   | Javier Platas       | 489   | 5 concursos                                                                                         |
| XV     | 2003 | Puente San Miguel     | Ignacio Mendiguchia  | 623   | Jaime Ríos             | 611   | Manuel Domínguez    | 466   | 5 concursos                                                                                         |
| XVI    | 2004 | Maoño                 | Cristian Velo        | 625   | Rubén Vicente          | 604   | Víctor Rodríguez    | 485   | 5 concursos                                                                                         |
| XVII   | 2005 | Puentenansa           | Antonio Saiz         | 657   | Sergio García Salmón   | 643   | Antonio Sagredo     | 500   | 5 concursos                                                                                         |
| XVIII  | 2006 | Maoño                 | Pablo Lavín          | 654   | Sergio García Salmón   | 651   | Mario Herrero       | 501   | 5 concursos                                                                                         |
| XIX    | 2007 | Torrelavega           | Mario Pinta          | 694   | Enrique Martínez       | 645   | Mario Herrero       | 528   | 5 concursos. Récord media tercero 132.                                                              |
| XX     | 2008 | Molledo               | Mario Pinta          | 686   | Gabriel Cagigas        | 653   | Diego González      | 515   | 5 concursos                                                                                         |
| XXI    | 2009 | Molledo               | Gabriel Cagigas      | 655   | Víctor González        | 631   | Álvaro Laso         | 509   | 5 concursos                                                                                         |
| XXII   | 2010 | Ruiloba               | L. Gerardo Saiz      | 596   | Alejandro Junquera     | 558   | Ángel Junco         | 408   | Participaron 6 jugadores.                                                                           |
| XXIII  | 2011 | Pancar                | L. Gerardo Saiz      | 625   | Ismael Mulet           | 580   | Mario Gandarillas   |       | Participaron 8 jugadores                                                                            |
| XXIV   | 2012 | Sarón                 | Mario Gandarillas    | 565   | José Antonio Cavada    | 535   | Iván Díaz           | 390   | Participaron 8 jugadores.                                                                           |
| XXV    | 2013 | Ruiloba               | Óscar Rivero Sánchez | 512   | Ramón Álvarez          | 472   | Pedro Dosal         |       | Participaron 8 jugadores. Media más baja de un campeón 102.4. Media más baja de un subcampeón 94.4. |
| XXVI   | 2014 | Madrid                | J. M. González       | 663   | Javier del Rivero      | 626   | Sergio Castillo     | 482   | 5 concursos                                                                                         |
| XXVII  | 2015 | Santander             | J. M. González       | 709   | Oscar Pelayo           | 645   | Pablo Sañudo        | 510   | 5 concursos. Récord media campeón 141.8                                                             |
| XXVIII | 2016 | Torrelavega           | Miguel Hernando      | 636   | Ángel Lavin            | 619   | Javier Cacicedo     | 500   | 5 concursos                                                                                         |
| XXIX   | 2017 | Torrelavega           | Adrián Vélez         | 594   | Daniel González        | 574   | Luis Torres         | 459   | 5 concursos. Empate a bolos por el bronce con Adrián Gándara.                                       |

Cadete Interautonomico 
| N.º | Año  | Sede       | Oro             | Bolos | Plata           | Bolos | Bronce         | Bolos | Observaciones                 |
| --- | ---- | ---------- | --------------- | ----- | --------------- | ----- | -------------- | ----- | ----------------------------- |
| I   | 2010 | Santander  | Víctor González | 672   | Héctor Salmón   | 635   | L.Gerardo Saiz | 491   | 5 concursos. Interautonómico. |
| II  | 2011 | La Acebosa | L.Gerardo Saiz  | 621   | Álvaro Pascua   | 596   | Pablo Solana   | 482   | 5 concursos. Interautonómico. |
| III | 2012 | Santander  | Jairo Arozamena | 624   | Raúl Bordas     | 572   | Mario Saro     | 462   | 5 concursos. Interautonómico. |
| IV  | 2013 | Selaya     | Álvaro Cuellos  | 618   | Sergio Castillo | 580   | Raúl Bordas    | 475   | 5 concursos. Interautonómico. |

### Clubes
| N.º | Año  | Ganador                                  | Subcampeón                                    | Resultado      |
| --- | ---- | ---------------------------------------- | --------------------------------------------- | -------------- |
| I   | 1980 | Bolística de Torrelavega                 | Santa María del Sel (Helguera de Reocín)      | 4-3            |
| II  | 1981 | Santa María del Sel (Helguera de Reocín) | Telesforo Mallavia (Torrelavega)              | 4-3            |
| III | 1982 | Construcciones Rotella (Torrelavega)     | Montañesa (Ermua) y T. Mallavia (Torrelavega) | Final "a tres" |
| IV  | 1983 | Puertas Roper (Maliaño)                  |                                               |                |
| V   | 1984 | Construcciones Rotella (Torrelavega)     | San José (Sierrapando)                        |                |
| VI  | 1985 | Montañesa (Ermua)                        | Pancarina (Llanes)                            | 3-2            |
| VII | 1986 | La Ponderosa (San Fernando de Henares)   | Puertas Roper (Maliaño)                       | 3-1            |

## Historial
| Ganador         | Individuales | Parejas | Total |
| --------------- | ------------ | ------- | ----- |
| Tete Rodríguez  | 11           | 16      | 27    |
| Joaquín Salas   | 8            | 5       | 13    |
| J. J. Salmón    | 6            | 7       | 13    |
| Ingelmo         | 0            | 10      | 10    |
| Linares         | 3            | 6       | 9     |
| Modesto Cabello | 4            | 5       | 9     |
| Óscar González  | 5            | 3       | 8     |
| Arenal          | 5            | 3       | 8     |
| Rubén Haya      | 4            | 3       | 7     |
| Raúl de Juana   | 1            | 6       | 7     |
| Ramiro González | 5            | 1       | 6     |
| Fuentevilla     | 2            | 4       | 6     |